# Enya/Auszeichnungen für Musikverkäufe

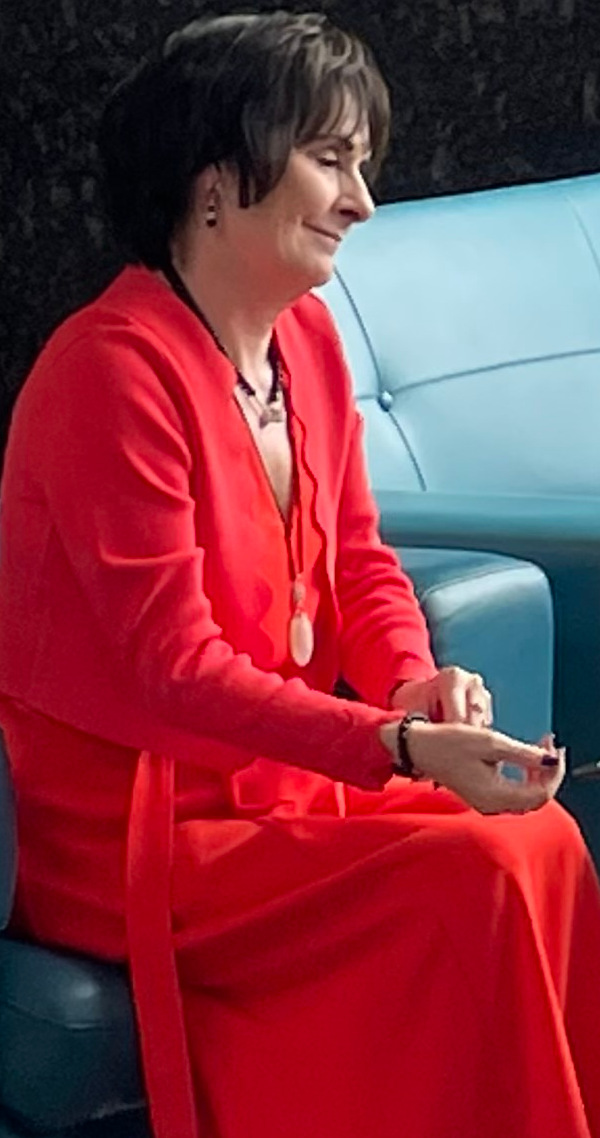
Enya (2022)

Dies ist eine Übersicht über die Auszeichnungen für Musikverkäufe der irischen New-Age-Musikerin, Sängerin und Songwriterin Enya. Den Quellenangaben zufolge verkaufte sie bisher mehr als 75 Millionen Tonträger. Die Auszeichnungen finden sich nach ihrer Art (Gold, Platin usw.), nach Staaten getrennt in chronologischer Reihenfolge, geordnet sowie nach den Tonträgern selbst, ebenfalls in chronologischer Reihenfolge, getrennt nach Medium (Alben, Singles usw.), wieder.

## Auszeichnungen
| - Vereinigtes Königreich - 2004: für die Single I Don’t Wanna Know (Physisch) - 2013: für die Single Anywhere Is - 2021: für das Album Amarantine (Warner Records) - 2021: für die Single I Don’t Wanna Know (Digital) - 2022: für die Single Caribbean Blue - 2022: für die Single May It Be - 2023: für das Lied Watermark - Argentinien - 1993: für das Album The Celts - 2000: für das Album A Day Without Rain - 2005: für das Album Amarantine - Australien - 2010: für das Album The Very Best Of - 2015: für das Album Dark Sky Island - Belgien - 2009: für das Album The Very Best Of - 2015: für das Album Dark Sky Island - Brasilien - 2001: für das Album A Day Without Rain - 2005: für das Album Amarantine - Dänemark - 2005: für das Album Amarantine - 2008: für das Album And Winter Came… - 2020: für die Single Only Time - 2022: für die Autorenbeteiligung Ready or Not (Fugees) - Deutschland - 1994: für das Album Shepherd Moons - 1996: für das Album The Memory Of Trees - 2005: für das Album The Celts - 2010: für das Album The Very Best Of - 2015: für das Album Dark Sky Island - 2018: für die Single I Don’t Wanna Know - 2023: für die Autorenbeteiligung Ready or Not (Fugees) - 2023: für das Autorenbeteiligung Creepin’ (Metro Boomin feat. 21 Savage & The Weeknd) - Finnland - 1995: für das Album The Memory Of Trees - 1997: für das Album Paint The Sky With Stars: The Best Of - Frankreich - 1993: für das Album Shepherd Moons - 1995: für das Album The Memory Of Trees - 2001: für das Album A Day Without Rain - 2008: für das Album And Winter Came… - Irland - 2009: für das Album The Very Best Of - Italien - 2012: für das Album The Very Best Of - 2019: für die Single Only Time - 2024: für die Single Caribbean Blue - 2022: für die Autorenbeteiligung Ready or Not (Fugees) - Japan - 1992: für das Album Shepherd Moons - 1993: für das Album The Celts - 2008: für das Album And Winter Came… - Kanada - 2015: für das Album Dark Sky Island - Mexiko - 2000: für das Album A Day Without Rain - 2006: für das Album Amarantine - Neuseeland - 1989: für das Album Enya - 1996: für die Autorenbeteiligung Ready or Not (Fugees) - 2004: für die Single I Don’t Wanna Know - 2015: für das Album Dark Sky Island - 2021: für die Single Only Time - 2022: für die Single Orinoco Flow (Sail Away) - Niederlande - 1998: für das Album Paint The Sky With Stars: The Best Of - 2005: für das Album Amarantine - Norwegen - 2004: für die Single I Don’t Wanna Know - Österreich - 2001: für die Single Only Time - 2008: für das Album And Winter Came… - Polen - 1996: für das Album The Memory Of Trees - 2001: für das Album A Day Without Rain - 2006: für das Album Amarantine - 2009: für das Album The Very Best Of - Russland - 2008: für das Album And Winter Came… - Schweden - 2005: für das Album Amarantine - 2008: für das Album And Winter Came… - Schweiz - 1992: für das Album Shepherd Moons - 2001: für die Single Only Time - 2016: für das Album Dark Sky Island - Spanien - 1994: für das Album The Celts - 2008: für das Album And Winter Came… - 2010: für das Album The Very Best Of - 2024: für die Single Orinoco Flow (Sail Away) - 2024: für die Single May It Be - 2025: für die Single Caribbean Blue - Ungarn - 2005: für das Album Amarantine - Vereinigte Staaten - 2008: für das Album And Winter Came… - Vereinigtes Königreich - 2008: für das Album And Winter Came… - 2015: für das Album Dark Sky Island - 2024: für die Single Orinoco Flow (Sail Away) - 2025: für die Single Only Time | - Frankreich - 2001: für das Album Watermark - Argentinien - 1993: für das Album Watermark - 1995: für das Album The Memory Of Trees - Australien - 1993: für das Album Enya - 2004: für die Single I Don’t Wanna Know - 2005: für das Album Amarantine - 2008: für das Album And Winter Came… - Belgien - 1996: für das Album The Memory Of Trees - 2006: für das Album Amarantine - 2007: für das Album Watermark - 2008: für das Album And Winter Came… - 2023: für das Autorenbeteiligung Creepin’ (Metro Boomin feat. 21 Savage & The Weeknd) - Brasilien - 1996: für das Album Watermark - 1996: für das Album Shepherd Moons - 1997: für das Album The Memory Of Trees - 1997: für das Album The Celts - Dänemark - 2001: für das Album A Day Without Rain - 2019: für das Album The Very Best Of - 2023: für das Autorenbeteiligung Creepin’ (Metro Boomin feat. 21 Savage & The Weeknd) - Deutschland - 1995: für das Album Watermark - 2004: für das Album Paint The Sky With Stars: The Best Of - Europa - 1992: für das Album Shepherd Moons - 2005: für das Album Amarantine - 2008: für das Album And Winter Came… - Frankreich - 2006: für das Album Amarantine - Hongkong - 1997: für das Album Paint The Sky With Stars: The Best Of - Irland - 2005: für das Album Amarantine - 2008: für das Album And Winter Came… - 2013: für das Album Shepherd Moons - Italien - 2023: für das Autorenbeteiligung Creepin’ (Metro Boomin feat. 21 Savage & The Weeknd) - Kanada - 1995: für das Album The Memory Of Trees - Neuseeland - 1995: für das Album The Celts - 2001: für das Album A Day Without Rain - 2006: für das Album Amarantine - 2008: für das Album And Winter Came… - 2010: für das Album The Very Best Of - 2023: für das Autorenbeteiligung Creepin’ (Metro Boomin feat. 21 Savage & The Weeknd) - Niederlande - 1991: für das Album Watermark - 1996: für das Album The Memory Of Trees - Norwegen - 1998: für das Album Paint The Sky With Stars: The Best Of - Österreich - 1997: für das Album The Memory Of Trees - 2000: für das Album Paint The Sky With Stars: The Best Of - 2001: für das Album A Day Without Rain - Polen - 2023: für das Autorenbeteiligung Creepin’ (Metro Boomin feat. 21 Savage & The Weeknd) - Portugal - 2006: für das Album Amarantine - Schweden - 1996: für das Album The Memory Of Trees - 2002: für das Album A Day Without Rain - Schweiz - 1989: für das Album Watermark - 2008: für das Album And Winter Came… - 2001: für das Album Paint The Sky With Stars: The Best Of - 2023: für das Autorenbeteiligung Creepin’ (Metro Boomin feat. 21 Savage & The Weeknd) - Spanien - 2006: für das Album Amarantine - 2024: für die Single Only Time - Ungarn - 2015: für das Album Dark Sky Island - Vereinigte Staaten - 1993: für das Album Enya - 1996: für die Autorenbeteiligung Ready or Not (Fugees) - 1998: für das Album The Celts - 2005: für das Album Amarantine - 2024: für die Single I Don’t Wanna Know - Vereinigtes Königreich - 1993: für das Album The Celts - 2013: für das Album Amarantine - 2017: für die Autorenbeteiligung Ready or Not (Fugees) - 2023: für das Album The Very Best Of - 2023: für das Autorenbeteiligung Creepin’ (Metro Boomin feat. 21 Savage & The Weeknd) - Deutschland - 2004: für die Single Only Time - 2019: für das Album And Winter Came… | - Argentinien - 1993: für das Album Shepherd Moons - 1997: für das Album Paint The Sky With Stars: The Best Of - Australien - 1996: für das Album The Celts - 2001: für das Album A Day Without Rain - Belgien - 2007: für das Album Shepherd Moons - 2007: für das Album Paint The Sky With Stars: The Best Of - 2007: für das Album A Day Without Rain - Brasilien - 2002: für das Album Paint The Sky With Stars: The Best Of - Deutschland - 2015: für das Album Amarantine - Europa - 1996: für das Album The Memory Of Trees - Japan - 1998: für das Album Watermark - 2006: für das Album Amarantine - Neuseeland - 1996: für das Album The Memory Of Trees - 1998: für das Album Paint The Sky With Stars: The Best Of - Niederlande - 2001: für das Album Shepherd Moons - Schweden - 1998: für das Album Paint The Sky With Stars: The Best Of - Schweiz - 2001: für das Album A Day Without Rain - 2006: für das Album Amarantine - Spanien - 1998: für das Album Paint The Sky With Stars: The Best Of - 2002: für das Album A Day Without Rain - Vereinigtes Königreich - 1996: für das Album The Memory Of Trees - 2013: für das Album Paint The Sky With Stars: The Best Of - 2019: für das Album A Day Without Rain - Vereinigte Staaten - 2023: für das Autorenbeteiligung Creepin’ (Metro Boomin feat. 21 Savage & The Weeknd) - Australien - 1996: für das Album Shepherd Moons - 2000: für das Album Paint The Sky With Stars: The Best Of - Deutschland - 2005: für das Album A Day Without Rain - Europa - 2002: für das Album A Day Without Rain - 2002: für das Album Paint The Sky With Stars: The Best Of - Griechenland - 2023: für das Autorenbeteiligung Creepin’ (Metro Boomin feat. 21 Savage & The Weeknd) - Japan - 1997: für das Album The Memory Of Trees - Kanada - 1993: für das Album Shepherd Moons - 1993: für das Album Watermark - 2023: für das Autorenbeteiligung Creepin’ (Metro Boomin feat. 21 Savage & The Weeknd) - Niederlande - 2002: für das Album A Day Without Rain - Portugal - 2023: für das Autorenbeteiligung Creepin’ (Metro Boomin feat. 21 Savage & The Weeknd) - Spanien - 1996: für das Album The Memory Of Trees - Vereinigte Staaten - 2000: für das Album The Memory Of Trees - Australien - 1996: für das Album The Memory Of Trees - Japan - 2001: für das Album A Day Without Rain - Neuseeland - 1995: für das Album Shepherd Moons - Vereinigte Staaten - 1996: für das Album Watermark - 2005: für das Album Paint The Sky With Stars: The Best Of - Vereinigtes Königreich - 1993: für das Album Watermark - 1997: für das Album Shepherd Moons - Spanien - 1989: für das Album Watermark - 2003: für das Album Shepherd Moons - Vereinigte Staaten - 1996: für das Album Shepherd Moons - Australien - 1996: für das Album Watermark - Neuseeland - 1992: für das Album Watermark - Vereinigte Staaten - 2005: für das Album A Day Without Rain - Kanada - 2002: für das Album A Day Without Rain - Frankreich - 2023: für das Autorenbeteiligung Creepin’ (Metro Boomin feat. 21 Savage & The Weeknd) - Japan - 1998: für das Album Paint The Sky With Stars: The Best Of - 2002: für das Album Themes from Calmi Cuori Appassionati |

## Auszeichnungen nach Alben

### Enya/The Celts
| Land/Region                  | Auszeichnungen für Musikverkäufe (Land/Region, Auszeichnung, Verkäufe) | Verkäufe  |
| ---------------------------- | ---------------------------------------------------------------------- | --------- |
| Argentinien (CAPIF)          | Gold                                                                   | 20.000    |
| Australien (ARIA)            | Platin (Enya) · + 2× Platin (The Celts)                                | 210.000   |
| Brasilien (PMB)              | Platin                                                                 | 250.000   |
| Deutschland (BVMI)           | Gold                                                                   | 250.000   |
| Japan (RIAJ)                 | Gold                                                                   | 100.000   |
| Neuseeland (RMNZ)            | Gold (Enya) · + Platin (The Celts)                                     | 25.000    |
| Spanien (Promusicae)         | Gold                                                                   | 50.000    |
| Vereinigte Staaten (RIAA)    | Platin (Enya) · + Platin (The Celts)                                   | 2.000.000 |
| Vereinigtes Königreich (BPI) | Platin                                                                 | 300.000   |
| Insgesamt                    | 5× Gold · 8× Platin ·                                                  | 3.205.000 |

### Watermark
| Land/Region                  | Auszeichnungen für Musikverkäufe (Land/Region, Auszeichnung, Verkäufe) | Verkäufe  |
| ---------------------------- | ---------------------------------------------------------------------- | --------- |
| Argentinien (CAPIF)          | Platin                                                                 | 60.000    |
| Australien (ARIA)            | 6× Platin                                                              | 420.000   |
| Belgien (BRMA)               | Platin                                                                 | 50.000    |
| Brasilien (PMB)              | Platin                                                                 | 250.000   |
| Deutschland (BVMI)           | Platin                                                                 | 500.000   |
| Frankreich (SNEP)            | 2× Gold                                                                | 200.000   |
| Japan (RIAJ)                 | 2× Platin                                                              | 500.000   |
| Kanada (MC)                  | 3× Platin                                                              | 300.000   |
| Neuseeland (RMNZ)            | 6× Platin                                                              | 90.000    |
| Niederlande (NVPI)           | Platin                                                                 | 100.000   |
| Schweiz (IFPI)               | Platin                                                                 | 50.000    |
| Spanien (Promusicae)         | 5× Platin                                                              | 500.000   |
| Vereinigte Staaten (RIAA)    | 4× Platin                                                              | 4.000.000 |
| Vereinigtes Königreich (BPI) | 4× Platin                                                              | 1.200.000 |
| Insgesamt                    | 2× Gold · 36× Platin ·                                                 | 8.220.000 |

### Shepherd Moons
| Land/Region                  | Auszeichnungen für Musikverkäufe (Land/Region, Auszeichnung, Verkäufe) | Verkäufe    |
| ---------------------------- | ---------------------------------------------------------------------- | ----------- |
| Argentinien (CAPIF)          | 2× Platin                                                              | 120.000     |
| Australien (ARIA)            | 3× Platin                                                              | 210.000     |
| Belgien (BRMA)               | 2× Platin                                                              | 100.000     |
| Brasilien (PMB)              | Platin                                                                 | 250.000     |
| Deutschland (BVMI)           | Gold                                                                   | 250.000     |
| Europa (IFPI)                | Platin                                                                 | (1.000.000) |
| Frankreich (SNEP)            | Gold                                                                   | 100.000     |
| Irland (IRMA)                | Platin                                                                 | 15.000      |
| Japan (RIAJ)                 | Gold                                                                   | 100.000     |
| Kanada (MC)                  | 3× Platin                                                              | 300.000     |
| Neuseeland (RMNZ)            | 4× Platin                                                              | 60.000      |
| Niederlande (NVPI)           | 2× Platin                                                              | 200.000     |
| Schweiz (IFPI)               | Gold                                                                   | 25.000      |
| Spanien (Promusicae)         | 5× Platin                                                              | 500.000     |
| Vereinigte Staaten (RIAA)    | 5× Platin                                                              | 5.000.000   |
| Vereinigtes Königreich (BPI) | 4× Platin                                                              | 1.200.000   |
| Insgesamt                    | 4× Gold · 33× Platin ·                                                 | 8.430.000   |

### The Memory of Trees
| Land/Region                  | Auszeichnungen für Musikverkäufe (Land/Region, Auszeichnung, Verkäufe) | Verkäufe  |
| ---------------------------- | ---------------------------------------------------------------------- | --------- |
| Argentinien (CAPIF)          | Platin                                                                 | 40.000    |
| Australien (ARIA)            | 4× Platin                                                              | 280.000   |
| Belgien (BRMA)               | Platin                                                                 | (50.000)  |
| Brasilien (PMB)              | Platin                                                                 | 250.000   |
| Deutschland (BVMI)           | Gold                                                                   | (250.000) |
| Europa (IFPI)                | 2× Platin                                                              | 2.000.000 |
| Finnland (IFPI)              | Gold                                                                   | (21.714)  |
| Frankreich (SNEP)            | Gold                                                                   | (100.000) |
| Japan (RIAJ)                 | 3× Platin                                                              | 600.000   |
| Kanada (MC)                  | Platin                                                                 | 100.000   |
| Neuseeland (RMNZ)            | 2× Platin                                                              | 30.000    |
| Niederlande (NVPI)           | Platin                                                                 | (100.000) |
| Österreich (IFPI)            | Platin                                                                 | (50.000)  |
| Polen (ZPAV)                 | Gold                                                                   | (50.000)  |
| Schweden (IFPI)              | Platin                                                                 | (100.000) |
| Spanien (Promusicae)         | 3× Platin                                                              | (300.000) |
| Vereinigte Staaten (RIAA)    | 3× Platin                                                              | 3.000.000 |
| Vereinigtes Königreich (BPI) | 2× Platin                                                              | (600.000) |
| Insgesamt                    | 4× Gold · 26× Platin ·                                                 | 6.350.000 |

### Paint the Sky with Stars: The Best Of
| Land/Region                  | Auszeichnungen für Musikverkäufe (Land/Region, Auszeichnung, Verkäufe) | Verkäufe  |
| ---------------------------- | ---------------------------------------------------------------------- | --------- |
| Argentinien (CAPIF)          | 4× Platin                                                              | 160.000   |
| Australien (ARIA)            | 3× Platin                                                              | 210.000   |
| Belgien (BRMA)               | 2× Platin                                                              | (100.000) |
| Brasilien (PMB)              | 2× Platin                                                              | 500.000   |
| Deutschland (BVMI)           | Platin                                                                 | (500.000) |
| Europa (IFPI)                | 3× Platin                                                              | 3.000.000 |
| Finnland (IFPI)              | Gold                                                                   | (23.974)  |
| Hongkong (IFPI/HKRIA)        | Platin                                                                 | 20.000    |
| Japan (RIAJ)                 | Diamant                                                                | 1.000.000 |
| Neuseeland (RMNZ)            | 2× Platin                                                              | 30.000    |
| Niederlande (NVPI)           | Gold                                                                   | (50.000)  |
| Norwegen (IFPI)              | Platin                                                                 | (50.000)  |
| Österreich (IFPI)            | Platin                                                                 | (50.000)  |
| Schweden (IFPI)              | 2× Platin                                                              | (160.000) |
| Schweiz (IFPI)               | Platin                                                                 | (50.000)  |
| Spanien (Promusicae)         | 2× Platin                                                              | (200.000) |
| Vereinigte Staaten (RIAA)    | 4× Platin                                                              | 4.000.000 |
| Vereinigtes Königreich (BPI) | 2× Platin                                                              | (600.000) |
| Insgesamt                    | 2× Gold · 31× Platin · 1× Diamant ·                                    | 8.900.000 |

### A Day Without Rain
| Land/Region                  | Auszeichnungen für Musikverkäufe (Land/Region, Auszeichnung, Verkäufe) | Verkäufe   |
| ---------------------------- | ---------------------------------------------------------------------- | ---------- |
| Argentinien (CAPIF)          | Gold                                                                   | 30.000     |
| Australien (ARIA)            | 3× Platin                                                              | 210.000    |
| Belgien (BRMA)               | 2× Platin                                                              | (100.000)  |
| Brasilien (PMB)              | Gold                                                                   | 100.000    |
| Dänemark (IFPI)              | Platin                                                                 | (50.000)   |
| Deutschland (BVMI)           | 3× Platin                                                              | (900.000)  |
| Europa (IFPI)                | 3× Platin                                                              | 3.000.000  |
| Finnland (IFPI)              | —                                                                      | (12.235)   |
| Frankreich (SNEP)            | Gold                                                                   | (100.000)  |
| Japan (RIAJ)                 | 4× Platin                                                              | 800.000    |
| Kanada (MC)                  | 8× Platin                                                              | 800.000    |
| Mexiko (AMPROFON)            | Gold                                                                   | 75.000     |
| Neuseeland (RMNZ)            | Platin                                                                 | 15.000     |
| Niederlande (NVPI)           | 3× Platin                                                              | (240.000)  |
| Österreich (IFPI)            | Platin                                                                 | (50.000)   |
| Polen (ZPAV)                 | Gold                                                                   | (50.000)   |
| Schweden (IFPI)              | Platin                                                                 | (60.000)   |
| Schweiz (IFPI)               | 2× Platin                                                              | (100.000)  |
| Spanien (Promusicae)         | 2× Platin                                                              | (200.000)  |
| Vereinigte Staaten (RIAA)    | 7× Platin                                                              | 7.000.000  |
| Vereinigtes Königreich (BPI) | 2× Platin                                                              | (604.000)  |
| Insgesamt                    | 5× Gold · 43× Platin ·                                                 | 12.030.000 |

### Themes from Calmi Cuori Appassionati
| Land/Region  | Auszeichnungen für Musikverkäufe (Land/Region, Auszeichnung, Verkäufe) | Verkäufe  |
| ------------ | ---------------------------------------------------------------------- | --------- |
| Japan (RIAJ) | Diamant                                                                | 1.000.000 |
| Insgesamt    | 1× Diamant ·                                                           | 1.000.000 |

### Amarantine
| Land/Region                  | Auszeichnungen für Musikverkäufe (Land/Region, Auszeichnung, Verkäufe) | Verkäufe    |
| ---------------------------- | ---------------------------------------------------------------------- | ----------- |
| Argentinien (CAPIF)          | Gold                                                                   | 20.000      |
| Australien (ARIA)            | Platin                                                                 | 70.000      |
| Belgien (BRMA)               | Platin                                                                 | 50.000      |
| Brasilien (PMB)              | Gold                                                                   | 50.000      |
| Dänemark (IFPI)              | Gold                                                                   | 20.000      |
| Deutschland (BVMI)           | 2× Platin                                                              | 400.000     |
| Europa (IFPI)                | Platin                                                                 | (1.000.000) |
| Frankreich (SNEP)            | Platin                                                                 | 200.000     |
| Irland (IRMA)                | Platin                                                                 | 15.000      |
| Japan (RIAJ)                 | 2× Platin                                                              | 500.000     |
| Mexiko (AMPROFON)            | Gold                                                                   | 50.000      |
| Neuseeland (RMNZ)            | Platin                                                                 | 15.000      |
| Niederlande (NVPI)           | Gold                                                                   | 40.000      |
| Polen (ZPAV)                 | Gold                                                                   | 10.000      |
| Portugal (AFP)               | Platin                                                                 | 20.000      |
| Schweden (IFPI)              | Gold                                                                   | 30.000      |
| Schweiz (IFPI)               | 2× Platin                                                              | 80.000      |
| Spanien (Promusicae)         | Platin                                                                 | 80.000      |
| Ungarn (MAHASZ)              | Gold                                                                   | 5.000       |
| Vereinigte Staaten (RIAA)    | Platin                                                                 | 1.000.000   |
| Vereinigtes Königreich (BPI) | Platin (Reprise) · + Silber (Warner Records)                           | 360.000     |
| Insgesamt                    | 1× Silber · 8× Gold · 16× Platin ·                                     | 3.095.000   |

### And Winter Came…
| Land/Region                  | Auszeichnungen für Musikverkäufe (Land/Region, Auszeichnung, Verkäufe) | Verkäufe  |
| ---------------------------- | ---------------------------------------------------------------------- | --------- |
| Australien (ARIA)            | Platin                                                                 | 70.000    |
| Belgien (BRMA)               | Platin                                                                 | (30.000)  |
| Dänemark (IFPI)              | Gold                                                                   | (15.000)  |
| Deutschland (BVMI)           | 3× Gold                                                                | (300.000) |
| Europa (IFPI)                | Platin                                                                 | 1.000.000 |
| Frankreich (SNEP)            | Gold                                                                   | (75.000)  |
| Irland (IRMA)                | Platin                                                                 | (15.000)  |
| Japan (RIAJ)                 | Gold                                                                   | 100.000   |
| Neuseeland (RMNZ)            | Platin                                                                 | 15.000    |
| Österreich (IFPI)            | Gold                                                                   | (10.000)  |
| Russland (NFPF)              | Gold                                                                   | (10.000)  |
| Schweden (IFPI)              | Gold                                                                   | (20.000)  |
| Schweiz (IFPI)               | Platin                                                                 | (30.000)  |
| Spanien (Promusicae)         | Gold                                                                   | (40.000)  |
| Vereinigte Staaten (RIAA)    | Gold                                                                   | 838.000   |
| Vereinigtes Königreich (BPI) | Gold                                                                   | (258.000) |
| Insgesamt                    | 10× Gold · 7× Platin ·                                                 | 2.023.000 |

### The Very Best Of
| Land/Region                  | Auszeichnungen für Musikverkäufe (Land/Region, Auszeichnung, Verkäufe) | Verkäufe |
| ---------------------------- | ---------------------------------------------------------------------- | -------- |
| Australien (ARIA)            | Gold                                                                   | 35.000   |
| Belgien (BRMA)               | Gold                                                                   | 15.000   |
| Dänemark (IFPI)              | Platin                                                                 | 20.000   |
| Deutschland (BVMI)           | Gold                                                                   | 100.000  |
| Irland (IRMA)                | Gold                                                                   | 7.500    |
| Italien (FIMI)               | Gold                                                                   | 30.000   |
| Neuseeland (RMNZ)            | Platin                                                                 | 15.000   |
| Polen (ZPAV)                 | Gold                                                                   | 10.000   |
| Spanien (Promusicae)         | Gold                                                                   | 30.000   |
| Vereinigtes Königreich (BPI) | Platin                                                                 | 300.000  |
| Insgesamt                    | 7× Gold · 3× Platin ·                                                  | 562.500  |

### Dark Sky Island
| Land/Region                  | Auszeichnungen für Musikverkäufe (Land/Region, Auszeichnung, Verkäufe) | Verkäufe |
| ---------------------------- | ---------------------------------------------------------------------- | -------- |
| Australien (ARIA)            | Gold                                                                   | 35.000   |
| Belgien (BRMA)               | Gold                                                                   | 15.000   |
| Deutschland (BVMI)           | Gold                                                                   | 100.000  |
| Kanada (MC)                  | Gold                                                                   | 40.000   |
| Neuseeland (RMNZ)            | Gold                                                                   | 7.500    |
| Schweiz (IFPI)               | Gold                                                                   | 15.000   |
| Ungarn (MAHASZ)              | Platin                                                                 | 2.000    |
| Vereinigte Staaten (RIAA)    | —                                                                      | 136.000  |
| Vereinigtes Königreich (BPI) | Gold                                                                   | 100.000  |
| Insgesamt                    | 7× Gold · 1× Platin ·                                                  | 450.500  |

## Auszeichnungen nach Singles

### Orinoco Flow (Sail Away)
| Land/Region                  | Auszeichnungen für Musikverkäufe (Land/Region, Auszeichnung, Verkäufe) | Verkäufe |
| ---------------------------- | ---------------------------------------------------------------------- | -------- |
| Neuseeland (RMNZ)            | Gold                                                                   | 15.000   |
| Spanien (Promusicae)         | Gold                                                                   | 30.000   |
| Vereinigtes Königreich (BPI) | Gold                                                                   | 400.000  |
| Insgesamt                    | 3× Gold ·                                                              | 445.000  |

### Caribbean Blue
| Land/Region                  | Auszeichnungen für Musikverkäufe (Land/Region, Auszeichnung, Verkäufe) | Verkäufe |
| ---------------------------- | ---------------------------------------------------------------------- | -------- |
| Italien (FIMI)               | Gold                                                                   | 50.000   |
| Spanien (Promusicae)         | Gold                                                                   | 30.000   |
| Vereinigtes Königreich (BPI) | Silber                                                                 | 200.000  |
| Insgesamt                    | 1× Silber · 2× Gold ·                                                  | 280.000  |

### Anywhere Is
| Land/Region                  | Auszeichnungen für Musikverkäufe (Land/Region, Auszeichnung, Verkäufe) | Verkäufe |
| ---------------------------- | ---------------------------------------------------------------------- | -------- |
| Vereinigtes Königreich (BPI) | Silber                                                                 | 200.000  |
| Insgesamt                    | 1× Silber ·                                                            | 200.000  |

### Only Time
| Land/Region                  | Auszeichnungen für Musikverkäufe (Land/Region, Auszeichnung, Verkäufe) | Verkäufe  |
| ---------------------------- | ---------------------------------------------------------------------- | --------- |
| Dänemark (IFPI)              | Gold                                                                   | 45.000    |
| Deutschland (BVMI)           | 3× Gold                                                                | 750.000   |
| Italien (FIMI)               | Gold                                                                   | 25.000    |
| Neuseeland (RMNZ)            | Gold                                                                   | 15.000    |
| Österreich (IFPI)            | Gold                                                                   | 25.000    |
| Schweiz (IFPI)               | Gold                                                                   | 25.000    |
| Spanien (Promusicae)         | Platin                                                                 | 60.000    |
| Vereinigtes Königreich (BPI) | Gold                                                                   | 400.000   |
| Insgesamt                    | 7× Gold · 2× Platin ·                                                  | 1.345.000 |

### May It Be
| Land/Region                  | Auszeichnungen für Musikverkäufe (Land/Region, Auszeichnung, Verkäufe) | Verkäufe |
| ---------------------------- | ---------------------------------------------------------------------- | -------- |
| Spanien (Promusicae)         | Gold                                                                   | 30.000   |
| Vereinigtes Königreich (BPI) | Silber                                                                 | 200.000  |
| Insgesamt                    | 1× Silber · 1× Gold ·                                                  | 230.000  |

### I Don’t Wanna Know
| Land/Region                  | Auszeichnungen für Musikverkäufe (Land/Region, Auszeichnung, Verkäufe) | Verkäufe  |
| ---------------------------- | ---------------------------------------------------------------------- | --------- |
| Australien (ARIA)            | Platin                                                                 | 70.000    |
| Deutschland (BVMI)           | Gold                                                                   | 150.000   |
| Neuseeland (RMNZ)            | Gold                                                                   | 5.000     |
| Norwegen (IFPI)              | Gold                                                                   | 5.000     |
| Vereinigte Staaten (RIAA)    | Platin                                                                 | 1.000.000 |
| Vereinigtes Königreich (BPI) | Silber (Physisch) · + Silber (Digital)                                 | 400.000   |
| Insgesamt                    | 2× Silber · 3× Gold · 2× Platin ·                                      | 1.630.000 |

## Auszeichnungen nach Autorenbeteiligungen

### Ready or Not(Fugees)
| Land/Region                  | Auszeichnungen für Musikverkäufe (Land/Region, Auszeichnung, Verkäufe) | Verkäufe  |
| ---------------------------- | ---------------------------------------------------------------------- | --------- |
| Dänemark (IFPI)              | Gold                                                                   | 45.000    |
| Deutschland (BVMI)           | Gold                                                                   | 250.000   |
| Italien (FIMI)               | Gold                                                                   | 50.000    |
| Neuseeland (RMNZ)            | Gold                                                                   | 5.000     |
| Vereinigte Staaten (RIAA)    | Platin                                                                 | 1.000.000 |
| Vereinigtes Königreich (BPI) | Platin                                                                 | 600.000   |
| Insgesamt                    | 4× Gold · 2× Platin ·                                                  | 1.950.000 |

### Creepin’ (Metro Boominfeat.21 Savage&The Weeknd)
| Land/Region                  | Auszeichnungen für Musikverkäufe (Land/Region, Auszeichnung, Verkäufe) | Verkäufe  |
| ---------------------------- | ---------------------------------------------------------------------- | --------- |
| Belgien (BRMA)               | Platin                                                                 | 40.000    |
| Dänemark (IFPI)              | Platin                                                                 | 90.000    |
| Deutschland (BVMI)           | Gold                                                                   | 200.000   |
| Frankreich (SNEP)            | Diamant                                                                | 333.333   |
| Griechenland (IFPI)          | 3× Platin                                                              | 60.000    |
| Italien (FIMI)               | Platin                                                                 | 100.000   |
| Kanada (MC)                  | 3× Platin                                                              | 240.000   |
| Neuseeland (RMNZ)            | Platin                                                                 | 30.000    |
| Polen (ZPAV)                 | Platin                                                                 | 50.000    |
| Portugal (AFP)               | 3× Platin                                                              | 30.000    |
| Schweiz (IFPI)               | Platin                                                                 | 20.000    |
| Vereinigte Staaten (RIAA)    | 2× Platin                                                              | 2.000.000 |
| Vereinigtes Königreich (BPI) | Platin                                                                 | 600.000   |
| Insgesamt                    | 2× Gold · 18× Platin · 1× Diamant ·                                    | 3.793.333 |

## Auszeichnungen nach Liedern

### Watermark
| Land/Region                  | Auszeichnungen für Musikverkäufe (Land/Region, Auszeichnung, Verkäufe) | Verkäufe |
| ---------------------------- | ---------------------------------------------------------------------- | -------- |
| Vereinigtes Königreich (BPI) | Silber                                                                 | 200.000  |
| Insgesamt                    | 1× Silber ·                                                            | 200.000  |

## Statistik und Quellen
| Land/RegionAuszeichnungen für Musikverkäufe (Land/Region, Auszeichnungen, Verkäufe, Quellen) | Silber     | Gold       | Platin         | Diamant     | Verkäufe     | Quellen                                                         |
| -------------------------------------------------------------------------------------------- | ---------- | ---------- | -------------- | ----------- | ------------ | --------------------------------------------------------------- |
| Argentinien (CAPIF)                                                                          | —          | 3× Gold3   | 9× Platin9     | —           | 490.000      | capif.org.ar                                                    |
| Australien (ARIA)                                                                            | —          | 2× Gold2   | 27× Platin27   | —           | 1.960.000    | aria.com.au                                                     |
| Belgien (BRMA)                                                                               | —          | 2× Gold2   | 11× Platin11   | —           | 550.000      | ultratop.be                                                     |
| Brasilien (PMB)                                                                              | —          | 2× Gold2   | 6× Platin6     | —           | 1.650.000    | pro-musicabr.org.br                                             |
| Dänemark (IFPI)                                                                              | —          | 4× Gold4   | 3× Platin3     | —           | 285.000      | ifpi.dk                                                         |
| Deutschland (BVMI)                                                                           | —          | 10× Gold10 | 9× Platin9     | —           | 4.900.000    | musikindustrie.de                                               |
| Europa (IFPI)                                                                                | —          | —          | 11× Platin11   | —           | (11.000.000) | ifpi.org (Memento vom 1. Januar 2014 im Internet Archive)       |
| Finnland (IFPI)                                                                              | —          | 2× Gold2   | —              | —           | 57.923       | ifpi.fi                                                         |
| Frankreich (SNEP)                                                                            | —          | 6× Gold6   | Platin1        | Diamant1    | 1.108.333    | infodisc.fr snepmusique.com                                     |
| Griechenland (IFPI)                                                                          | —          | —          | 3× Platin3     | —           | 60.000       | Einzelnachweise                                                 |
| Hongkong (IFPI/HKRIA)                                                                        | —          | —          | Platin1        | —           | 20.000       | ifpihk.org                                                      |
| Irland (IRMA)                                                                                | —          | Gold1      | 3× Platin3     | —           | 52.500       | irishcharts.ie                                                  |
| Italien (FIMI)                                                                               | —          | 4× Gold4   | Platin1        | —           | 250.000      | fimi.it                                                         |
| Japan (RIAJ)                                                                                 | —          | 3× Gold3   | 11× Platin11   | 2× Diamant2 | 4.700.000    | riaj.or.jp                                                      |
| Kanada (MC)                                                                                  | —          | Gold1      | 18× Platin18   | —           | 1.780.000    | musiccanada.com                                                 |
| Mexiko (AMPROFON)                                                                            | —          | 2× Gold2   | —              | —           | 125.000      | amprofon.com.mx                                                 |
| Neuseeland (RMNZ)                                                                            | —          | 6× Gold6   | 20× Platin20   | —           | 372.500      | aotearoamusiccharts.co.nz NZ2                                   |
| Niederlande (NVPI)                                                                           | —          | 2× Gold2   | 7× Platin7     | —           | 630.000      | nvpi.nl                                                         |
| Norwegen (IFPI)                                                                              | —          | Gold1      | Platin1        | —           | 55.000       | ifpi.no (Memento vom 5. November 2012 im Internet Archive)      |
| Österreich (IFPI)                                                                            | —          | 2× Gold2   | 3× Platin3     | —           | 185.000      | ifpi.at                                                         |
| Polen (ZPAV)                                                                                 | —          | 4× Gold4   | Platin1        | —           | 170.000      | olis.pl                                                         |
| Portugal (AFP)                                                                               | —          | —          | 4× Platin4     | —           | 50.000       | Einzelnachweise                                                 |
| Russland (NFPF)                                                                              | —          | Gold1      | —              | —           | 10.000       | 2m-online.ru (Memento vom 15. Februar 2009 im Internet Archive) |
| Schweden (IFPI)                                                                              | —          | 2× Gold2   | 4× Platin4     | —           | 370.000      | sverigetopplistan.se                                            |
| Schweiz (IFPI)                                                                               | —          | 3× Gold3   | 8× Platin8     | —           | 395.000      | hitparade.ch                                                    |
| Spanien (Promusicae)                                                                         | —          | 6× Gold6   | 19× Platin19   | —           | 2.050.000    | elportaldemusica.es                                             |
| Ungarn (MAHASZ)                                                                              | —          | Gold1      | Platin1        | —           | 7.000        | slagerlistak.hu                                                 |
| Vereinigte Staaten (RIAA)                                                                    | —          | Gold1      | 30× Platin30   | —           | 30.974.000   | riaa.com                                                        |
| Vereinigtes Königreich (BPI)                                                                 | 7× Silber7 | 4× Gold4   | 19× Platin19   | —           | 8.722.000    | bpi.co.uk                                                       |
| Insgesamt                                                                                    | 7× Silber7 | 77× Gold77 | 231× Platin231 | 3× Diamant3 |              |                                                                 |